# 豊田市立畝部小学校
豊田市立畝部小学校（とよたしりつ うねべしょうがっこう）は、愛知県豊田市畝部西町にある公立小学校。

## 概要
- 校区は畝部西町、畝部東町、配津町、桝塚東町であり、公立中学校に進学する場合は豊田市立上郷中学校へ進学する[1]。
- 旧・碧海郡上郷町の南東部の小学校であった。

## 沿革
- 1873年（明治6年）8月 - 上宗定村に第2大学区第7中学区第16番小学宗定学校として開校。祐専寺[注釈 1]を仮校舎とする。
- 1882年（明治15年） - 川端村の八柱神社[注釈 2]の隣接地に移転する。
- 1886年（明治19年） - 尋常小学校川端学校に改称する。
- 1889年（明治22年）10月1日 - 中切村、宗定村、川端村、上中島村、阿弥陀堂村、国江村、配津村が合併し、畝部村が発足。
- 1891年（明治24年） - 畝部尋常小学校に改称する。
- 1906年（明治39年）
  - 5月1日 - 畝部村、寿恵野村、枡塚村、上野村、和会村が合併し、上郷村が発足する。
  - 9月 - 碧海郡上郷第三尋常小学校に改称する。現在地に校舎新築し、移転する。
- 1922年（大正11年） - 高等科を設置し、上郷第三尋常高等小学校に改称する。
- 1941年（昭和16年）4月1日 - 上郷村立南部国民学校に改称する。
- 1947年（昭和22年）4月1日 - 上郷村立畝部小学校に改称する。
- 1961年（昭和36年）4月1日 - 上郷村が町制施行し、上郷町となる。同時に上郷町立畝部小学校に改称する。
- 1964年（昭和39年）3月1日 - 上郷町が豊田市に編入される。同時に豊田市立畝部小学校に改称する。新校舎（鉄筋コンクリート造2階建）が完成する。
- 1970年（昭和45年） - プールが完成する。
- 1978年（昭和53年） - 体育館が完成する。
- 1979年（昭和54年） - 校舎（鉄筋コンクリート造3階建）が完成する。

## 交通アクセス
- 上郷地域バス（にこにこバス）上郷線「畝部団地北」バス停より徒歩約2分。
- 愛知環状鉄道線三河上郷駅下車、徒歩約25分。
- 愛知環状鉄道線北野桝塚駅下車、徒歩約30分。

## 周辺施設
- 愛知県立岩津高等学校
- 豊田市立上郷中学校
- 岡崎市立岩津中学校
- 岡崎市立岩津小学校
- 豊田市立うねべこども園
- JAあいち豊田畝部支店
- 東名高速道路・伊勢湾岸自動車道豊田JCT
- トヨタ自動車上郷物流センター
- 愛知環状鉄道線三河上郷駅